# Захарий Рашко-Призренски
Захарий или Захария (на гръцки: Ζαχαρίας; на сръбски: Захарија) е български духовник, рашко-призренски митрополит на Цариградската патриаршия от 1819 до 1830 година.

## Биография
Захарий е роден в българско семейство в кумановското село Винце или в Скопие. Като дете учи в манастира Високи Дечани при архимандрит Данило Кажанегра, от когото се научава да чете и пише. С Данило в 1794 година отива в Йерусалим на хаджилък. След завръщането им на 17 ноември 1811 година Данило е произведен в архимандрит, а Захарий - в свещеноигумен от митрополит Йоаникий Рашки, Призренски и Скендерийски (Яничие). На 29 ноември 1813 г. Захарий и Данило даряват на Хилендар едно евангелие. Като наследник на Данило като игумен на Дечани Захарий без трусове опазва и подобрява манастира.
След смъртта на митрополит Йоаникий в 1819 година, под натиска на видните сърби над Махмуд паша Ротулович, през февруари е избран за митрополит в Призрен и изпратен в Цариград за ръкополагане.
Управлението на Захарий в Призрен съвпада с управлението на паши разбойници и съответно с упадък на църковните дела. След гръцкото въстание няколко калугери в Дечани са обесени, а митрополит Захарий е затворен за известно време. Митрополит хаджи Захарий ръкополага Петър II Петрович Негош за йеродякон и йеромонах и го ръкопроизвежда за архимандрит. Умира на 15 март 1830 година. Погребан е в манастира Дечани.